# 남아메리카의 항공사 목록
이 문서는 남아메리카의 항공사에 대한 목록이다. 중앙아메리카와 서인도 제도 상의 국가에 속하는 항공사의 목록은 북아메리카의 항공사 목록을 참조.

## 목록

#### 가이아나
- 트랜스 기이아나 항공

#### 베네수엘라
- 콘비아사 항공

#### 볼리비아
- 볼리비아 항공
- 아마스조나스
- 에코 제트

#### 브라질
- 골 항공
- LATAM 브라질
- 아줄 브라질 항공

#### 수리남
- 수리남 항공

#### 아르헨티나
- 플라이본디
- 젯스마트
- 아르헨티나 항공

#### 에콰도르
- LATAM 에콰도르
- 아비앙카 에콰도르

#### 칠레
- LATAM 칠레

#### 콜롬비아
- 아비앙카 항공

#### 파라과이
- LATAM 파라과이

#### 페루
- LATAM 페루

## 같이 보기
- 북아메리카의 항공사 목록
- 항공사 목록
- 남아메리카의 공항 목록
- 남아메리카의 운항중단된 항공사 목록